# Beuvrages
Beuvrages è un comune francese di 6 889 abitanti situato nel dipartimento del Nord nella regione dell'Alta Francia.

## Società

### Evoluzione demografica
Abitanti censiti